# 華特斯號驅逐艦 (DD-115)
華特斯號驅逐艦（舷號DD-115）是一艘美國海軍建造的驅逐艦，為維克斯級驅逐艦的41號艦。她是美軍第一艘以華特斯為名的軍艦，以紀念美國獨立戰爭時期的海軍軍官丹尼爾·華特斯（Daniel Waters）。
華特斯號在1917年於克雷普父子造船廠開始建造，在1918年下水服役，其時第一次世界大戰已即將結束。接著華特斯號被派往英國海域護航商船。戰後華特斯號分別在大西洋及太平洋執勤，並曾派駐亞洲艦隊。1922年華特斯號退役，直到1930年才重返現役，主要用作訓練及測試新式反潛裝備。太平洋戰爭期間，華特斯號在1942年改裝為高速運輸艦，並參與瓜島戰役、所羅門群島戰役、吉爾伯特及馬紹爾群島戰役、塞班島戰役、硫磺島戰役及沖繩戰役。戰後華特斯號在1945年退役除籍，並在1946年出售拆解。
華特斯號在第二次世界大戰共獲得七枚戰鬥之星。